# Matthias Hemmersbach
Matthias Hemmersbach (ur. 26 lipca 1941 w Hürth, zm. 14 czerwca 1997 tamże) – niemiecki piłkarz grający na pozycji obrońcy.

## Kariera piłkarska

### Wczesna kariera
Matthias Hemmersbach karierę piłkarską rozpoczął w BC Efferen, w których występował do 1961 roku oraz był najlepszym strzelcem. Następnie przeszedł do występującego w Oberlidze zachodniej FC Köln, w którym debiut zaliczył 6 sierpnia 1961 roku w wygranym 5:3 meczu domowym z SV Sodingen oraz dwukrotnie zdobył mistrzostwo Oberligi zachodniej (1962, 1963). W sezonie 1961/1962 Kozły pod wodzą trenera Zlatko Čajkovskiego wygrały rozgrywki ligowe mając 1 punkt przewagi nad Schalke Gelsenkirchen, a Hemmersbach tworząc szereg biegaczy wraz z Karlem-Heinzem Schnellingerem oraz Leo Wildenem rozegrał 20 meczów ligowych, w których zdobył 6 goli. W turnieju finałowym mistrzostw Niemiec rozegrał dwa mecze w fazie grupowej: 28 kwietnia 1962 roku z Hamburgerem SV oraz 5 maja 1962 roku z FK Pirmasens (10:0) oraz zagrał w finale rozegranym 12 maja 1962 roku na Stadionie Olimpijskim w Berlinie Zachodnim na oczach 82 700 widzów, w którym tworzył defensywę z Fritzem Pottem, Karlem-Heinzem Schnellingerem, Hansem Sturmem oraz Leo Wildenem, a Kozły wygrały 4:0 z FC Nürnberg i tym samym zdobyły mistrzostwo Niemiec, natomiast w Pucharze Miast Targowych zakończyły rozgrywki już po pierwszej rundzie po przegranej rywalizacji z naszpikowanym gwiazdami włoskim Interem Mediolan (4:2 – w 36. minucie zdobył gola na 3:1, 0:2, dod. 3:5), takimi jak m.in.: Mario Corso, Giacinto Facchetti, Luis Suárez.
W sezonie 1962/1963 Kozły wygrały rozgrywki ligowe, jednak w finale mistrzostw Niemiec przegrały w finale 3:1 z Borussią Dortmund i tym samym zdobyły wicemistrzostwo Niemiec (Hemmersbach nie grał), natomiast w Pucharze Europy niespodziewanie odpadły po pierwszej rundzie po przegranej rywalizacji ze szkockim FC Dundee (1:8, 4:0). Być może duży wpływ na tak wysoką porażkę w pierwszym meczu 5 września 1962 roku w Dundee miała kontuzja bramkarza Kozłów – Fritza Ewerta w 4. minucie, w związku z czym na bramce musiał stanąć zawodnik z pola – Toni Regh, a trener Zlatko Čajkovski wyraził swój stan emocjonalny słowami: "Lepiej, katastrofy lotnicze!".

### Bundesliga
W sezonie 1963/1964 Kozły pod wodzą trenera Georga Knöpflego wygrały pierwszą edycję Bundesligi, będącymi od tej pory mistrzostwami Niemiec, a Hemmersbach, który w tych rozgrywkach zadebiutował 21 września 1963 roku w wygranym 3:0 meczu wyjazdowym Herthą Berlin, rozegrał 17 meczów, natomiast w Pucharze Miast Targowych zakończyły rozgrywki w półfinale po przegranej rywalizacji z hiszpańską CF Valencią (1:4, 2:0).
W sezonie 1964/1965 zdobył z Kozłami wicemistrzostwo Niemiec, natomiast w Pucharze Europy dotarł do ćwierćfinału, w którym ich przeciwnikiem był angielski FC Liverpool, w którym w dwóch meczach padły bezbramkowe remisy: 10 lutego 1965 roku w Kolonii oraz 17 lutego 1965 roku na Anfield Road na oczach 48 948 widzów, w którym Hemmersbach (zastąpił na pozycji stopera kontuzjowanego Leo Wildena) wraz z bramkarzem Tonim Schumacherem oraz obrońcą Wolfgangiem Weberem stanowił o sile zespołu, w związku z czym 24 marca 1965 roku w Rotterdamie odbył się dodatkowy mecz, który zakończył się remisem 2:2, a Hemmersbach ponownie zastępował kontuzjowanego Leo Wildena, w związku z czym potrzebny do rozstrzygnięcia potrzebny był rzut monetą, który okazał się korzystny dla The Reds i tym samym Kozły zakończyły udział w rozgrywkach, a mecz ze względu na zaciętą rywalizację obu drużyn jest potocznie nazywany tzw. Rzut monetą w Rotterdamie.
Ponadto z Kozłami zdobył Puchar Niemiec 1967/1968 (wygrana w finale 4:1 z VfL Bochum na Südweststadion w Ludwigshafen am Rhein) oraz dwukrotnie dotarł do finału Pucharu Niemiec (1970 – przegrana w finale 1:2 z Kickers Offenbach na Niedersachsenstadion w Hanowerze, 1971 – przegrana w finale 2:1 po dogrywce z Bayernem Monachium na Neckarstadion w Stuttgarcie, 1973 – przegrana w finale 1:2 po dogrywce z Borussią Mönchengladbach na Rheinstadion w Düsseldorfie), natomiast w Pucharze Zdobywców Pucharów 1968/1969 Kozły wodzą trenera Hansa Merkle dotarły do półfinału, w którym ich przeciwnikiem była utytułowana hiszpańska FC Barcelona, z którą w pierwszym meczu, rozegranym 2 kwietnia 1969 roku zremisowały 2:2, jednak w meczu rewanżowym, rozegranym 19 kwietnia 1969 roku Kozły przegrały z Dumą Katalonii 1:4 i tym samym zakończyły udział w rozgrywkach.
W Pucharze Niemiec 1971/1972 Kozły dotarły do półfinału, w którym rywalem było Schalke Gelsenkirchen. W pierwszym meczu rozegranym 30 maja 1972 roku w Kolonii Kozły wygrały 4:1, natomiast 10 czerwca 1972 roku przegrały po dogrywce 2:5, w związku z czym potrzebne do wyłonienia zwycięzcy rywalizacji były rzuty karne, które miały dramatyczny przebieg (udział wzięło 16 zawodników, po czym zawodnik Kozłów – Bernhard Cullmann podszedł do swojej próby, jednak trafił w słupek, dzięki czemu Schalke Gelsenkirchen awansowało do finału, w którym 1 lipca 1972 roku na Niedersachsenstadion w Hanowerze wygrało 5:0 z FC Kaiserslautern i tym samym zostało triumfatorem tych rozgrywek.
Ostatni mecz w Bundeslidze rozegrał 22 maja 1973 roku w zremisowanym 2:2 meczu wyjazdowym z Schalke Gelsenkirchen. Po sezonie 1972/1973, w którym Kozły pod wodzą trenera Rudiego Schlotta zdobyły wicemistrzostwo Niemiec, Hemmersbach odszedł z klubu.

### Ostatni lata kariery
Następnym klubem w karierze Hemmersbacha był Bayer Leverkusen, z którym dwukrotnie wygrał rozgrywki Verbandsligi w okręgu Środkowy Ren (1974, 1975 – awans do 2. Bundesligi), a po sezonie 1975/1976, w którym rozegrał 23 mecze ligowe odszedł z klubu. Następnie został zawodnikiem BC Efferen, w którym w 1976 roku zakończył karierę piłkarską.
Łącznie rozegrał 406 meczów, w których zdobył 30 goli (249 meczów/13 goli w Bundeslidze, 23 mecze w 2. Bundeslidze, 44 mecze/10 goli w Oberlidze zachodniej, 5 meczów/1 gol w mistrzostwach Niemiec, 36 meczów/4 gole w Pucharze Niemiec, 6 meczów w Pucharze Zachodnim, 43 mecze/2 gole w europejskich pucharach).

## Kariera reprezentacyjna
Matthias Hemmersbach w latach 1962–1964 w reprezentacji RFN U-23 rozegrał 2 mecze: 24 października 1962 roku w Lyonie w przegranym 0:1 meczu towarzyskim z reprezentacją Francji U-23 oraz 29 kwietnia 1964 roku w wygranym 1:0 meczu towarzyskim z reprezentacją Czechosłowacji U-23.

## Statystyki

### Reprezentacyjne
| Reprezentacja | Rok     | Mecze | Bramki |
| ------------- | ------- | ----- | ------ |
| RFN U-23      |         |       |        |
| 1962          | 1       | 0     |        |
| 1963          | 0       | 0     |        |
| 1964          | 1       | 0     |        |
| Łącznie       | Łącznie | 2     | 0      |

| Mecze i gole w reprezentacji | Mecze i gole w reprezentacji | Mecze i gole w reprezentacji | Mecze i gole w reprezentacji | Mecze i gole w reprezentacji | Mecze i gole w reprezentacji |
| ---------------------------- | ---------------------------- | ---------------------------- | ---------------------------- | ---------------------------- | ---------------------------- |
| 1.                           | 24.10.1962                   | Lyon                         | Francja U-23                 | 0:1                          | Mecz towarzyski              |
| 2.                           | 29.04.1964                   | Karlsbad                     | Czechosłowacja U-23          | 1:0                          | Mecz towarzyski              |

## Sukcesy
FC Köln
- Mistrzostwo Niemiec: 1962, 1964
- Wicemistrzostwo Niemiec: 1963, 1965, 1973
- Puchar Niemiec: 1968
- Finał Pucharu Niemiec: 1970, 1971, 1973
- Mistrzostwo Oberligi zachodniej: 1962, 1963